# Aeolagrion axine
Aeolagrion axine – gatunek ważki z rodziny łątkowatych (Coenagrionidae). Występuje na terenie Ameryki Południowej – jest endemitem Ekwadoru, spotykanym u wschodnich podnóży Andów, na wysokości 235–500 m n.p.m.
Gatunek ten opisał w 1991 roku Sidney W. Dunkle na łamach czasopisma „Odonatologica” w oparciu o 13 okazów samców odłowionych w prowincji Napo w Ekwadorze w latach 1977, 1980 i 1988.